# قسم أختاتشي الشرقي الريفي (مقاطعة بوكان)
قسم أختاتشي الشرقي الريفي (بالفارسية: دهستان آختاچی شرقی) هي منطقة سكنية تقع في إيران في ناحية سيمينه. يقدر عدد سكانها بـ 9,571 نسمة .